# Orangutan
L'orangutan (Pongo), del malai Orang Hutan, home del bosc, és un dels grans simis i posseeix braços amb pèl vermellós, de vegades marró. És el simi més arborícola i es troba a Sumatra i Borneo. Tenen comportaments socials i són animals fortament territorials. La seva dieta es basa en un 60% en la fruita, la resta es compon de fulles i petits insectes.
Dins el gènere de l'orangutan (Pongo), hi trobem dues espècies diferenciades que anteriorment eren classificades com a subespècies d'un mateix grup: la de Borneo (Pongo pygmaeus), amb uns 50.000 animals en llibertat i la de Sumatra (Pongo abelii) amb uns 7.000. Es considera un animal en perill d'extinció per la destrucció del seu hàbitat natural. L'any 2017 es va descobrir una nova espècie (Pongo tapanuliensis), el seu hàbitat és al bosc de Batang Toru, a l'Illa de Sumatra, amb uns 800 exemplars en llibertat.
El genoma de 5 orangutans de Sumatra i 5 de Borneo se seqüencià i publicà a la revista Nature el 27 de gener del 2011. Es trobà que el 97% coincideix amb els dels humans (per sota del 99% de la coincidència amb el genoma dels ximpanzés). Genèticament els orangutans són més diversos que els humans. Tanmateix l'evolució del seu genoma és molt més lenta, és a dir més estable, que en humans i ximpanzés.
Entre els grans simis l'orangutan és el parent més llunyà de l'home.
Fa entre 18 i 12 milions d'anys que Pongo se separà dels homínids africans. Els orangutans es troben entre els animals més intel·ligents, ja que s'han descobert comunitats que usen eines de manera habitual o que riuen com a resposta a pessigolles i jocs.

## Descripció
Tenen el cap àmpliament desenvolupat en sentit vertical amb un crani en forma de cúpula, ulls molt poc distanciats entre si, pavellons auriculars molt petits, llavis grossos, gruixuts i molt mòbils. Els mascles adults a vegades poden posseir grans adipositats entorn del musell i al voltant del coll. Es diu que aquelles formacions representen la dominància de l'individu i quan es tracta d'un especialment dominant la grandària d'aquestes són considerablement desenvolupades. Les extremitats anteriors són més llargues que les posteriors i arriben a una grandària tal que comparades amb el tronc, aquest sembla petit. Les mans són llargues i estretes, sent el polze petit i feble, mentre que els altres quatre dits comprenen un òrgan prènsil molt apropiat per a les seves condicions de vida. Les extremitats posteriors són febles i acaben en peus llargs amb els dits prims. En caminar, l'orangutan, recolza al sòl el dors de les mans i la vora externa dels peus. El seu pelatge és una mica atapeït amb flocs de llargs pèls vermellosos distribuïts pel dors, braços i costats del cos; per contra algunes zones com les mans, els peus, el pit i el ventre pràcticament no tenen pèl, aquesta zona és de color pissarra en els mascles vells i rosat en els joves i femelles.

## Comportament
Els orangutans són els més arborícoles de tots els grans simis, es passen gairebé tot el temps en els arbres.
Només es troben en boscos tropicals de les illes de Borneo i de Sumatra. Poc temps enrere, aquestes poblacions aïllades eren classificades com subespècies, però foren elevades a la categoria específica (Pongo pygmaeus a Borneo i P. abelii a Sumatra). A més, els primatòlegs ara reconeixen tres subespècies de l'orangutan de Borneo: P. p. pygmaeus al nord-oest de Borneo, P. p. morio al nord-est i l'est de Borneo i P. p. wurmbii al sud-oest de Borneo.
L'orangutan, tot i el seu caràcter pacífic, no impedeix que existeixin agressions comunes entre els de la seva pròpia espècie i a vegades poden ser feroçment territorials. Els mascles immadurs intenten sempre copular amb qualsevol femella, tenint èxit moltes vegades quan es tracta d'una femella immadura que no pot apartar-lo. Les femelles madures poden allunyar fàcilment a un mascle immadur, preferint la còpula amb mascles dominants i també madurs.
Com altres grans simis, els orangutans són remarcablement intel·ligents. A mitjans de la dècada de 1990 es trobà una població d'orangutans que periòdicament utilitzaven eines per a proporcionar-se aliments. Anteriorment, aquest comportament havia estat descobert en ximpanzés per Jane Goodall en la dècada de 1960. Un article de l'any 2003 de la revista Science descrivia l'existència de diferents cultures d'orangutans. Els orangutans es troben, generalment, entre els simis menys agressius, sent animals amigables. Els orangutans salvatges solen visitar establiments humans buscant orangutans orfes, alliberats d'una captura il·legal i interaccionen amb aquests orfes, probablement ajudant-los a adaptar-se novament a la vida salvatge.

## Conservació
Els orangutans són una espècie en perill al seu hàbitat natural. Han sofert la destrucció del seu hàbitat a causa de la tala indiscriminada, la mineria i els incendis forestals que s'han incrementat en l'última dècada. Gran part de les activitats il·legals, tenen lloc dintre dels parcs nacionals que estan oficialment fora dels límits permesos als talladors-llenyataires, miners i agricultors. Existeix també un greu problema amb la captura il·legal de les criatures dels orangutans que són venuts com a mascotes. Els capturadors usualment maten a la mare per a robar a la criatura, a la qual deixen sense aliment. Temps després el petit orangutan pot sucumbir a una atenció dolenta i una alimentació precària. L'edat mitjana estimada per a cada individu és de quaranta anys, encara que en zoològics i sent ben tractats s'han corroborat exemplars que han arribat als cinquanta-set anys.